# Chris Connelly
Pour les articles homonymes, voir Connelly.
Chris Connelly est un musicien écossais né en 1964 connu pour ses travaux de rock industriel de la fin des années 1980 et début des années 1990, en particulier avec les groupes Revolting Cocks et Ministry.
Son chant a souvent été comparé à ceux de Scott Walker, Nick Cave ou même David Bowie.
Il a publié en 2008 Concrete, Bulletproof, Invisible, and Fried: My Life As A Revolting Cock, dans lequel il narre ses débuts dans la scène industrielle.

## Principales collaborations
- Acid Horse
- The Damage Manual
- Die Warzau
- Everyoned
- Finitribe
- KMFDM
- Ministry
- Murder, Inc.
- Pigface
- The Revolting Cocks

## Discographie solo
- Whiplash Boychild (1991)
- Phenobarb Bambalam (1992)
- Shipwreck (1994)
- Songs for Swinging Junkies avec William Tucker (1994)
- The Ultimate Seaside Companion avec The Bells (1997)
- Blonde Exodus avec The Bells (2001)
- Largo with Bill Rieflin (2001)
- Private Education (2002)
- Initials C.C. (compilation, 2002)
- Night of Your Life (2005)
- The Episodes (2007)
- Forgiveness & Exile (2008)
- Pentland Firth Howl (2009)
- How This Ends (2010)
- Artificial Madness (2011)
- Day of Knowledge (2012)
- Decibels from Heart (2015)